# Nardino Previdi
Nardino Previdi (Novi di Modena, 29 luglio 1934 – Reggio nell'Emilia, 3 giugno 2009) è stato un dirigente sportivo italiano.

## Biografia
Ha assistito squadre come Mantova, Roma, Brescia, Napoli, Fiorentina, Reggiana e Hellas Verona.
È stato direttore sportivo della Roma anche nel 1983, anno in cui ha conquistato uno storico scudetto. Nel 1986 viene assunto dal Brescia come direttore sportivo. Durante il suo mandato confida all'avvocato Ugo Del Lago di presunti condizionamenti arbitrali ad opera dell'arbitro fiorentino Gino Menicucci, in relazione allo scandalo del calcio italiano del 1986. Raggiunto da comunicazione giudiziaria, nega ogni accusa e viene arrestato per reticenza; verrà rilasciato e scagionato da ogni imputazione.
In seguito diviene una figura di spicco nella dirigenza della Fiorentina, ma è costretto ad abbandonare il posto dopo l'annuncio mai realizzato dell'esonero dell'allenatore Bruno Giorgi e la conseguente frizione con la tifoseria viola; quest'ultima delusa anche dalle cessioni di Roberto Baggio, Nicola Berti e Sergio Battistini. Va all'Hellas Verona, dimettendosi poi dopo il calciomercato dell'estate 1997.
Diventa vicepresidente del Venezia fino alle sue dimissioni nel gennaio del 1997. Dopo pochi giorni torna alla Roma nel ruolo di consulente di mercato.
Successivamente diventa consulente del Perugia di Luciano Gaucci. In questa parentesi perugina verrà accusato di aver ricevuto, dal presidente dei grifoni, un assegno in nero da 252 000 euro, in relazione al crack fraudolento della società umbra.
Nella primavera del 2008 viene ingaggiato nuovamente dall'Hellas Verona, dando un contributo importante al raggiungimento della salvezza. In seguito ne diviene anche presidente, prima di essere costretto a lasciare a causa delle precarie condizioni di salute nel dicembre dello stesso anno. per ricoprire il ruolo di consigliere nello staff dirigenziale veronese.
È deceduto il 3 giugno 2009 all'ospedale di Reggio Emilia.